# Heim ins Reich

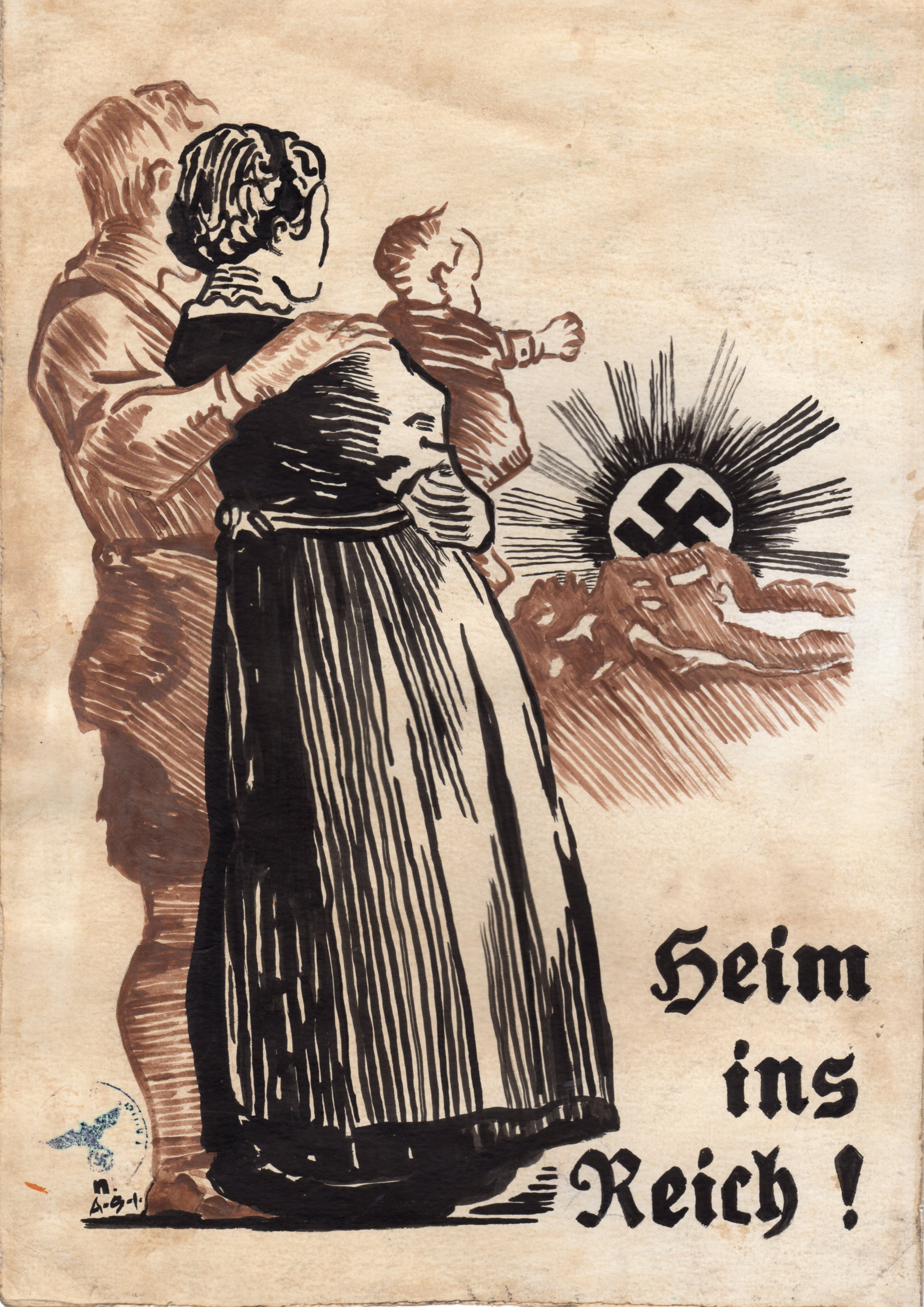
NS-Propagandaentwurf mit Südtiroler Trachtenpaar, ca. 1939/40

Die Parole Heim ins Reich wurde seit dem Ende des Ersten Weltkriegs und während der Zeit des Nationalsozialismus als politisches Schlagwort für die deutsche Volkstumspolitik gebraucht. Während der Weimarer Republik wurden die deutschen Volksgruppen im europäischen Ausland als Argument für eine Revision der Grenzziehungen im Versailler Vertrag angesehen und gepflegt. 1939 vollzog Hitler mit der Option in Südtirol einen Paradigmenwechsel. Nunmehr wurden zum Schutz der deutschen Minderheiten nicht mehr Gebietsforderungen gemacht, sondern die Minderheiten dienten als Verfügungsmasse bei Bevölkerungstransfers aus dem Baltikum, Ostpolen, Bessarabien, der Bukowina und der Dobrudscha. Damit sollte eine ethnische Flurbereinigung mit den Nachbarstaaten erfolgen und die deutschen Umsiedler sollten nach einer rassischen Auslese die eroberten Gebiete im „Osten“ von der Warthe bis zur Krim besiedeln. Dazu ließ die Umwandererzentralstelle „fremdvölkische“ Einwohner deportieren. Die wehrfähigen Männer wurden zum Kriegsdienst eingezogen.

## Begriff
Die Behauptung, die Parole gehe auf Konrad Henlein zurück, ist unzutreffend, auch wenn dieser während der Sudetenkrise am 15. September 1938 einen Aufruf verbreitete, der mit den Worten endete:
„Wir wollen als freie deutsche Menschen leben! Wir wollen wieder Frieden und Arbeit in unserer Heimat! Wir wollen heim ins Reich! Gott segne uns und unseren gerechten Kampf.“
Zu jener Zeit war der Slogan Heim ins Reich aber schon lang in Gebrauch. 1921/22 erschien in Düsseldorf im Verlag Dobler Heim ins Reich. Zeitschrift für den Anschluß Deutschösterreichs und das Selbstbestimmungsrecht der anderen angrenzenden deutschen Gebiete des ehem. Oesterreich-Ungarn. 1923 erschien in Graz in Großauflage ein Karton mit der Aufschrift Heim ins Reich! Friedensverträge sind nur Menschenwerk! 1924 erschien ein Buch des Grazer Geografen Georg Alois Lukas, dem diese Karte „Heim ins Reich! Friedensverträge sind nur Menschenwerk!“ beigelegt wurde. Österreich und Deutschland waren rot eingefärbt, die weiße Farbe zeigte die verlorengegangenen Gebiete. Historikerin Petra Svatek: „Die Karten wurden von den Politikern als Propagandawerke toleriert.“
Der Oesterreichisch-Deutsche Volksbund in Berlin besaß seit 1924 einen Heim ins Reich-Verlag, der bis Herbst 1933 eine monatliche Zeitschrift unter diesem Motto herausbrachte, in der die Vereinigung Österreichs mit Deutschland propagiert wurde. Die Deutsche Nationalsozialistische Arbeiterpartei (Österreich) stellte 1925 in Wien ihre Kundgebung zur erstrebten Vereinigung Österreichs und Deutschlands unter diesen Titel.
Die Worte kommen beispielsweise in einem Brief der Saarbrücker Bekenntnissynode vom 17. April 1934 vor, der an Adolf Hitler gerichtet war. Auch wurde die Parole im Vorfeld der Saarabstimmung am 13. Januar 1935 verwendet. Ähnliche Schlagwörter im Abstimmungskampf waren „Deutsche Mutter, heim zu dir“ und „Nix wie hemm“ (saarländisch für „Nichts wie nach Hause“).
Die Parole wurde propagandistisch zu einem geflügelten Wort gemacht, was die ganze Ernsthaftigkeit verharmlosen sollte und beschränkte sich nicht auf die Bestrebungen, Österreich und das Sudetenland dem NS-Staat anzugliedern, wie es 1938 mit dem Münchner Abkommen und dem Anschluss Österreichs geschah. Das zeigt dann die Entwicklung der nächsten Jahre deutlich, einschließlich des Wahrheitsgehalts der ganzen Zwangsumsiedlungen.

## Politische Umsetzung

### Osteuropa

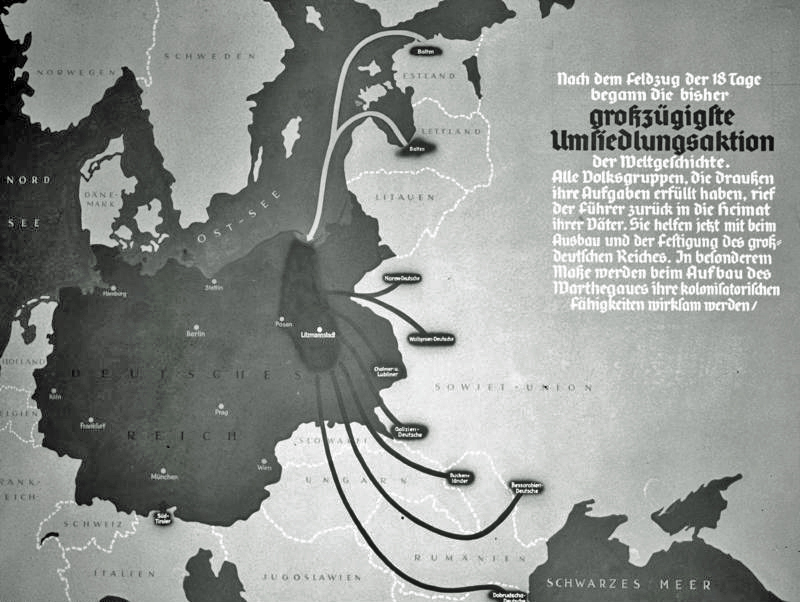
Zeitgenössische Propagandakarte (1940 oder später) zur Umsiedlung von Volksdeutschen in das Wartheland

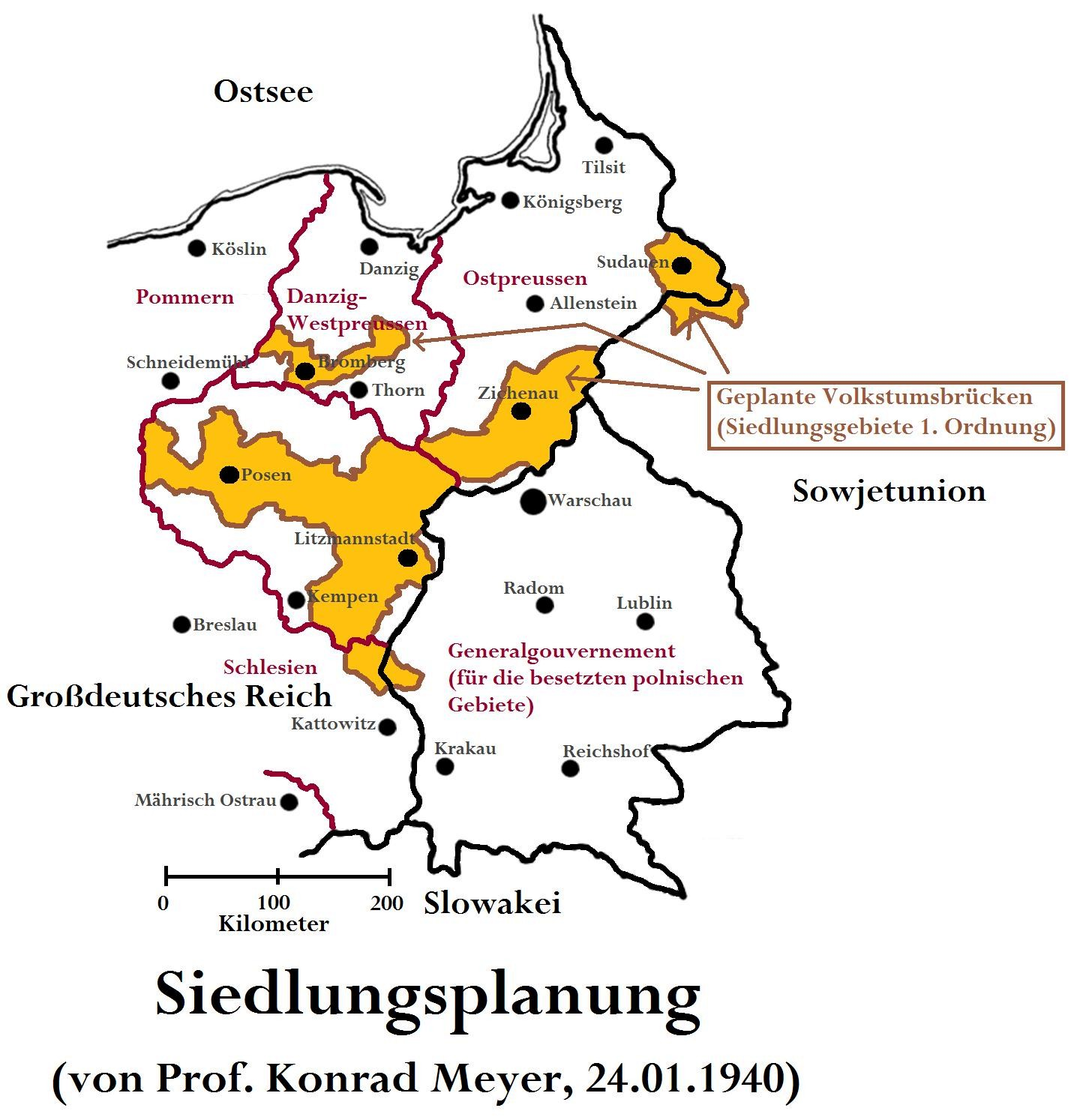
Planung deutscher Volkstumsbrücken, 1940

Das Schlagwort wurde ebenfalls für die Bemühungen genutzt, ein Großdeutsches Reich zu errichten und dafür deutsche Minderheiten wie die Deutsch-Balten nach 700 Jahren zurück in die Grenzen des Reichs zu führen und dort anzusiedeln. Möglich wurde dieses Vorhaben infolge des Deutsch-sowjetischen Nichtangriffspakts ab 1939. Die praktische Durchführung lag bei der Volksdeutschen Mittelstelle (VoMi), einem der SS-Hauptämter, das fast ausschließlich von baltendeutschen Umsiedlern geführt wurde. Zwischen 1939 und 1940 war die Organisation der Ansiedlung von Volksdeutschen unter der Losung Heim ins Reich Hauptaufgabe dieses Hauptamtes. Die VoMi siedelte bis 1940 rund eine Million Volksdeutsche vor allem in den annektierten Gebieten an, in den Reichsgauen Wartheland (Posen) und Danzig-Westpreußen (Danzig).
Die Umsiedlungen betrafen unter anderem die Südtiroler aus Italien, Baltendeutsche aus Litauen, Estland und Lettland, Wolhyniendeutsche aus dem früheren Ostpolen und ab 1940 Bessarabiendeutsche, Bukowinadeutsche, Dobrudschadeutsche, Galiziendeutsche und Gottscheer. Einige dieser Volksgruppen hatten – zum Teil jahrhundertelang – Gebiete in Osteuropa bewohnt, die gemäß dem Pakt an die Sowjetunion fallen sollten. Die Umgesiedelten erhielten als Entschädigung enteignetes Land im von Deutschland besetzten Polen, im Protektorat Böhmen und Mähren oder im CdZ-Gebiet Untersteiermark, das als künftiger Lebensraum im Osten für Deutsche dienen sollte. Für Umsiedlungen nach dem Motto Heim ins Reich machte der nach 1945 verbotene Propagandafilm Heimkehr von Gustav Ucicky mit Paula Wessely Stimmung.

### Luxemburg
Luxemburg war bis 1866 im Deutschen Bund und blieb nach dem Deutschen Krieg im Deutschen Zollverein (bis 1919 in Folge des Versailler Vertrags). Im Zweiten Weltkrieg versuchte die Volksdeutsche Bewegung in Luxemburg, unter diesem Motto den Anschluss des Großherzogtums an das Deutsche Reich zu erreichen; denn man sah sich als Volksdeutsche und Angehörige der „germanischen Rasse“. Dies wurde aber von einem Großteil der Bevölkerung strikt abgelehnt, was zu schweren Sanktionen und Unterdrückung seitens der Besatzer führte, die nun eine „freiwillige“ Eingliederung erzwingen wollten.
Mit diesem Thema befasst sich ein Dokumentarfilm von 2004: Heim ins Reich zählt zu den erfolgreichsten luxemburgischen Produktionen.